# Saint-Boniface (Winnipeg)
Saint-Boniface è il quartiere francofono di Winnipeg, nella provincia di Manitoba, in Canada.
Le sue origini risalgono alla missione cattolica fondata nel 1818 da Joseph Norbert Provencher. Saint-Boniface fu elevata al grado di ville nel 1883 e nel 1908 ebbe il titolo di città. Fu unita a Winnipeg nel 1970.
È sede arcivescovile cattolica.